# Кроче-Пјанело (Маса-Карара)
Кроче-Пјанело је насеље у Италији у округу Маса-Карара, региону Тоскана.
Према процени из 2011. у насељу је живело 54 становника. Насеље се налази на надморској висини од 374 м.